# Касановас, Оскар
Оскар Касановас (исп. Oscar Casanovas; 15 мая 1914, Авельянеда, Буэнос-Айрес — 1987, Аргентина) — аргентинский боксёр. На Летних Олимпийских играх 1936 года в Берлине завоевал золотую медаль по боксу в полулёгкой категории (до 57,2 кг).
Помимо Олимпиады, на ринг выходил только дважды — в 1938 (проиграл испанцу Феною, отказавшись от продолжения боя) и в 1940 годах (выиграл у соотечественника Коччио по очкам). Впоследствии перешёл на тренерскую работу; помимо общего наставничества в клубах Club Atlético Huracán и El Coraje, тренировал нескольких известных спортсменов, включая Франсиско Нуньеса (участника Олимпиады 1948 года) и Виктора Галиндеса.